# Deán de Arcos
El Deán de Arcos de Canterbury (en inglés: Dean of the Arches) es el juez que preside el tribunal eclesiástico provincial del arzobispado de Canterbury. Este tribunal recibe el nombre de Tribunal de Arcos de Canterbury. Es un alto tribunal de apelación de los tribunales consistoriales y de los tribunales disciplinarios del arzobispado de Canterbury, en la provincia homónima. El deán de Arcos es nombrado conjuntamente por el Arzobispo de Canterbury y por el Arzobispo de York, con la aprobación de Su Majestad, como se indica en la orden de nombramiento bajo el manual de firmas. La misma persona preside el Tribunal de la Cancillería de York, donde tiene el título de Auditor y escucha las apelaciones de los tribunales consistoriales y de los tribunales disciplinarios del arzobispo en la provincia de York. El Decano de los Arcos también es Director Oficial del Arzobispo de Canterbury y del Arzobispo de York actúa como Maestro de las Facultades. 
El actual Deán de Arcos es Charles George, consejero de la reina, quien sucedió a la Sheila Cameron el 1 de mayo de 2009.

## Lista de los Deanes de Arcos
| Periodos     | Decanos |
| ------------ | --- |
| 2009–        | Charles George, QC |
| 2001–2009    | Sheila Cameron, QC |
| 1980–2000    | Sir John Owen, QC |
| 1977–1980    | Rev Kenneth Elphinstone, QC |
| 1972–1976    | Sir Harold Kent, GCB QC |
| 1971–1972    | Walter Wigglesworth, QC |
| 1955–1971    | Rt Hon Sir Henry Willink, Bt MC QC |
| 1934–1955    | Sir Philip Wilbraham-Baker, KBE |
| 1903–1934    | Sir Lewis Dibdin, KC |
| 1898–1903    | Sir Arthur Charles |
| 1875–1898    | Lord Penzance |
| 1867–1875    | Sir Robert Phillimore |
| 1858–1867    | Stephen Lushington |
| 1852–1858    | Sir John Dodson |
| 1834–1852    | Herbert Jenner-Fust |
| 1809–1834    | Rt Hon Sir John Nicholl |
| 1788–1809    | Sir William Wynne |
| 1778–1788    | Peter Calvert |
| 1764–1778    | Sir George Hay |
| 1758–1764    | Sir Edward Simpson |
| 1751–1758    | Sir George Lee |
| 1710–1751    | John Bettesworth |
| 1703–1710    | Sir John Cooke |
| 1689–1703    | George Oxendon |
| 1686–1688    | Sir Thomas Exton |
| 1684–1686    | Sir Richard Lloyd |
| 1672–1684    | Sir Robert Wiseman |
| 1660–1672    | Sir Giles Sweit |
| c.1660       | Richard Zouch |
| c.1660       | Walter Walker |
| c.1658–      | John Godolpin |
| c.1647–1655  | William Clerke |
| c.1646       | William Sammes |
| 1633–1643    | Sir John Lambe |
| 1624–1633    | Sir Henry Marten |
| 1618–1624    | Sir William Bird |
| 1598–1617    | Daniel Donne |
| 1597–1598    | Thomas Byng |
| 1590–1597    | Richard Cosin |
| 1573–1589/90 | Bartholomew Clerke |
| 1572–        | John Cooke |
| 1567–1573    | Thomas Yale |
| 1560–?1567   | Robert Weston (posteriormente Lord Canciller de Irlanda, 1567)                                                                        |
| 1559–1560    | William Mowse |
| 1558–1559    | Nicholas Harpisfield |
| 1557–1558    | Henry Cole |
| 1556–1557    | David Pole (posteriormente Obispo de Peterborough, 1557}                                                                              |
| 1553–        | John Story (posteriormente MP para East Grinstead, 1553 y Bramber, 1554)                                                              |
| 1549–        | Griffin Leyson |
| 1545–        | William Coke or Cooke (1st lay dean)                                                                                                  |
| 1543–1545    | John Cock (o Cockys) |
| 1532–1543    | Richard Gwent (died 1543) (también Archidiácono de Brecon, 1534, y Archidiácono de Londres, 1534) y Archidiácono de Huntingdon, 1542) |
| ?–1532       | Peter Ligham |
| 1520–1522    | Thomas Wodynton |
| c.1511       | [?]Richard Bodewell o Blodwell |
| 1504–1515    | Humphrey Hawardyn |
| 1474–        | John Morton (cardenal), posteriormente Obispo de Ely, 1478, y Arzobispo de Canterbury, 1486                                           |
| c.1460–1472  | William Wytham (also Dean of Wells, 1469–1472)                                                                                        |
| 1452–        | Robert Dobbs |
| 1444–        | William Byconnyl |
| 1426–        | William Lyndwood (también Archideán de Stow, 1434)                                                                                    |
| 1423–        | Thomas Beckington (también Archideán de Buckingham, 1424–1443 y posteriormente Obispo de Bath y Wells, 1443}                          |
| 1419–        | John Stafford posteriormente Archidiácono de Salisbury, 1419)                                                                         |
| 1415–        | Henry Ware |
| 1407–        | Richard Brinkley |
| 1376–        | John Barner |
| 1364–        | Thomas Young |
| 1360–        | William de Wittersley |
| 1350–        | John de Carleton |
| c.1346       | Simon Islip (posteriormente Arzobispo de Canterbury, 1349)                                                                            |
| 1322–?1323   | John de Stratford (posteriormente Obispo de Winchester, 1323)                                                                         |
| 1308–        | John de Ross (¿posteriormente Obispo de Carlisle, 1325?)                                                                              |
| 1297–        | William de Sardinia |
| 1273–        | William de Middelton |
| ...          | John de Ufford |